# Endor
Endor (designada: IX3244-A) é uma lua fictícia do universo de Star Wars, conhecida por suas infinitas florestas, savanas, pastagens, cadeias de montanhas e alguns oceanos. A lua foi o local de uma batalha fundamental retratada em O Retorno de Jedi. É o planeta natal das espécies sencientes Dulok, Ewok e Yuzzum, bem como das espécies semi-sencientes Gorax e Wistie. O ciclo solar de Endor é de 402 GSC dias orbitais, com uma atmosfera respirável semelhante à da Terra, propícia para humanos, 85% de gravidade padrão e 8% de água na superfície. É onde é realizado o funeral de Darth Vader.
A lua orbita Tana - a palavra em ewokês para o planeta anfitrião de Endor - um gigante gasoso localizado no Sistema Endor, um sistema estelar posicionado no Setor Moddell dos Territórios da Orla Externa da galáxia. Localizado no quadrado H-16 da Grade Galáctica Padrão, ele foi conectado a Cerea e Bakura por uma rota hiperespacial. Outros planetas próximos no setor H-16 incluem Rattatak, Bunduki, Tirracles, Ponemah e Firrerre. O planeta era orbitado por nove luas, a maior das quais era conhecida como a lua da floresta de Endor ou “lua santuário”. A lua oceânica de Kef Bir também era uma dessas luas e é o local onde a segunda Estrela da Morte caiu depois de explodir sobre Endor em O Retorno de Jedi. Ele também tinha dois sóis: Endor Prime I e Endor Prime II.

## Descrição
A lua florestal de Endor aparece pela primeira vez em O Retorno de Jedi, no qual é o corpo em cuja órbita a segunda Estrela da Morte é construída, e é o lar de uma raça de alienígenas peludos chamados Ewoks. Posteriormente, a lua aparece na atração original do parque temático Star Tours da Disney, nos filmes para TV Caravan of Courage: An Ewok Adventure e Ewoks: The Battle for Endor, bem como na animação Ewoks e em sua série de quadrinhos da Marvel Comics.
Existem várias descrições do sistema Endor em diversas mídias. Os storyboards de efeitos especiais de O Retorno de Jedi referem-se a uma esfera distante no sistema como “Planeta Endor”. De acordo com a novelização de O Retorno de Jedi, o planeta desapareceu em um antigo cataclismo. Os filmes de televisão dos Ewoks retratam um gigante gasoso no céu, e romances como The Truce at Bakura e Dark Apprentice também mencionam um planeta visível da lua. O planeta é chamado de “Tana” na série animada dos Ewoks, que mostra um sistema estelar binário (enquanto outras fontes mostram apenas um sol). De acordo com o Star Wars Databank, isso “pode ser atribuído à tradição e ao mito dos Ewoks”.
Em uma história em quadrinhos de Star Wars Tales intitulada Apocalypse Endor, um veterano imperial de Endor se refere ao fato de a lua ter sido devastada pelo impacto da queda de detritos da Estrela da Morte, que explodiu enquanto estava em órbita ao redor da lua. No entanto, outro personagem descarta esse fato como um mito, dizendo que a maior parte da massa da Estrela da Morte foi destruída na explosão e que os Rebeldes “cuidaram do resto”. A Ascensão de Skywalker mostra os destroços da segunda Estrela da Morte em um local aquático, chamado Kef Bir, uma lua oceânica apresentada no filme que orbita o mesmo gigante gasoso que a lua da floresta. Wicket W. Warrick e seu filho Pommet aparecem brevemente no final de A Ascensão de Skywalker, no céu após a destruição de um Destruidor Estelar da classe Resurgente.
Endor está localizado no mesmo setor de planetas como Firrerre, Rattatak, Tirracles e Bunduki, entre outros.

## Filmagem
As cenas ambientadas em Endor foram filmadas em terras privadas de uma empresa madeireira que, pouco tempo depois, foram cortadas perto da cidade de Smith River, Califórnia; a cena da perseguição do speeder foi filmada na seção Chetham Grove do Grizzly Creek Redwoods State Park perto da “Avenue of the Giants” no Humboldt Redwoods State Park.